# Anna Karenina (film 1915)
Anna Karenina è un film muto del 1915 diretto da J. Gordon Edwards. Prodotto e distribuito dalla Fox Film Corporation, aveva come interpreti Betty Nansen, Edward José e Richard Thornton.

## Trama
Bella e giovane, Anna va in sposa al barone Alexis Karenin, un diplomatico dalla brillante carriera. Il loro matrimonio è felice finché lei non dà alla luce il loro bambino. Alexis si dimostra sempre più preso dal proprio lavoro, trascurando Anna che, dapprima, si consola occupandosi del figlio. Ma in seguito accetta le attenzioni del principe Vronsky e, ben presto, ne diventa l'amante, scoprendo così la passione, quella che manca totalmente nei suoi rapporti con il marito. Karenin sospetta il tradimento della moglie e ne ha conferma quando le annuncia la morte di Vronsky, che invece è rimasto solo ferito. Anna, buttata fuori di casa, non può neanche vedere il suo bambino e viene anche evitata dagli amici. Cerca conforto da Vronsky. Ma l'amante si stanca presto di lei e comincia a corteggiare una ragazza più giovane. Karenin, dal canto suo, reprime i suoi sentimenti seguendo i dettami di un'educazione severa e formale e non perdona la moglie. Anna, disperata, si butta sotto un treno in corsa. Il suo corpo straziato viene portato a casa dove Karenin dà finalmente sfogo al suo dolore.

## Produzione
Il film fu prodotto dalla Fox Film Corporation.

## Distribuzione
Distribuito dalla Fox Film Corporation, il film uscì nelle sale cinematografiche statunitensi il 1º aprile 1915.
Non si conoscono copie ancora esistenti della pellicola che viene considerata presumibilmente perduta.